# Münchner Stadtrat
Der Münchner Stadtrat ist seit 1919 neben dem Oberbürgermeister Organ der kommunalen Selbstverwaltung der Landeshauptstadt München. Der Stadtrat wird auf sechs Jahre gewählt und tagt im Neuen Rathaus. Ihm gehören die einzelnen Stadtratsmitglieder und der Oberbürgermeister an, welcher den Vorsitz hat.
Seit 1946 wird München – mit wenigen Ausnahmen – von einer SPD-geführten Stadtratsmehrheit regiert, wobei seit den Kommunalwahlen 2020 erstmals die Grünen die stärkste Kraft im Münchner Stadtrat sind.
Im April 2020 schlossen die beiden Fraktionen Die Grünen – Rosa Liste und SPD/Volt eine Koalitionsvereinbarung für die Stadtratsperiode 2020 bis 2026 ab. Im Jahr 1972 wurde das Münchner Stadtparlament von 60 auf 80 ehrenamtliche Mitglieder erweitert.

## Sitzverteilung im Stadtrat
- PARTEI: 1
- Linke: 3
- SPD: 18
- Rosa Liste: 1
- Grüne: 23
- Volt: 1
- München-Liste: 1
- FDP: 3
- FW: 2
- BP: 1
- ÖDP: 3
- CSU: 20
- AfD: 3

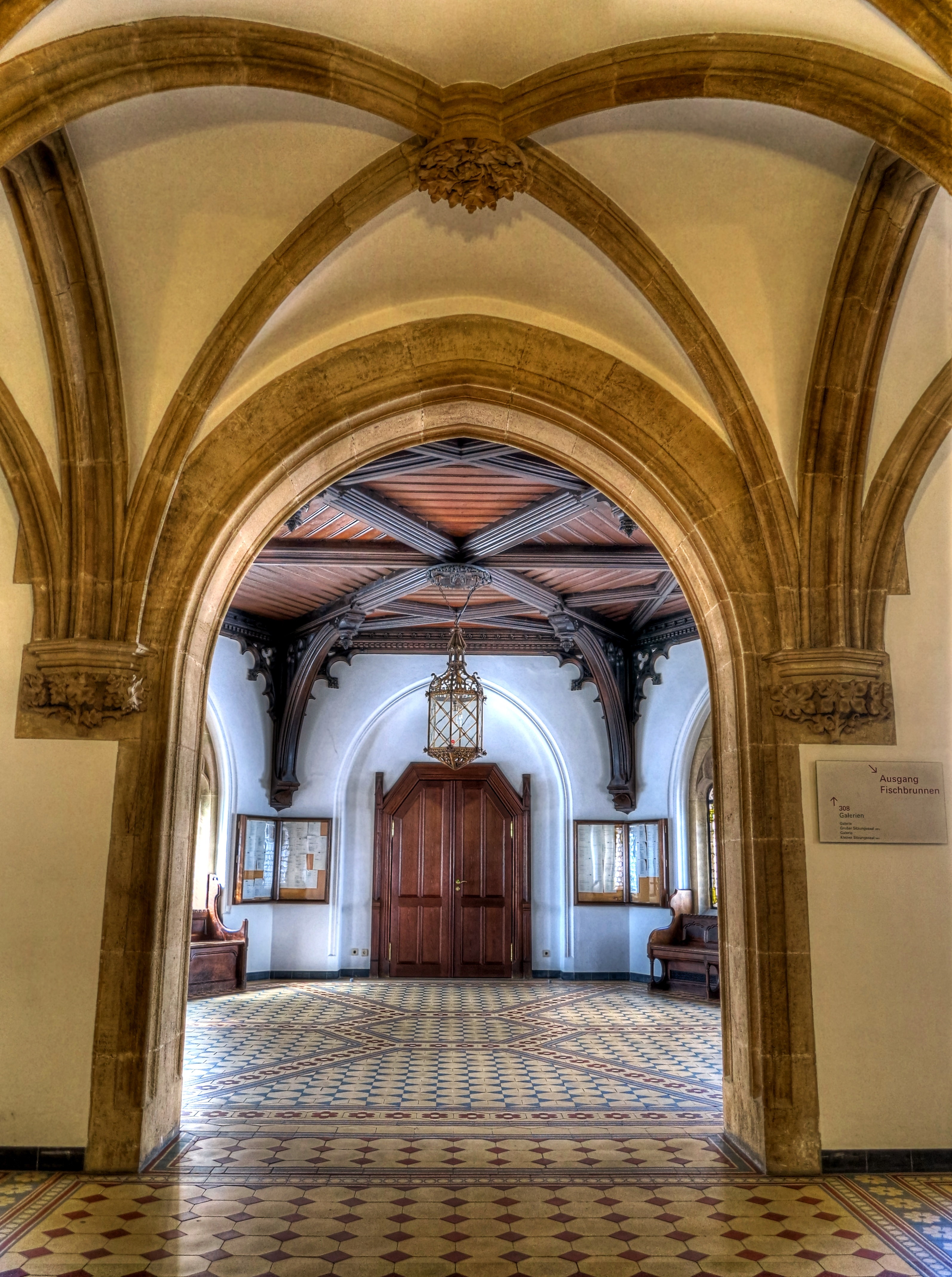
Zugang zur Galerie des Großen Sitzungssaals im Münchner Rathaus

Im Folgenden ist die Sitzverteilung nach den Kommunalwahlen in Bayern 2020 und 2014 dargestellt:
| Partei        | Wahl 2020 | Wahl 2020       | Wahl 2014 | Wahl 2014       |
| Partei        | Sitze     | Stimmen- anteil | Sitze     | Stimmen- anteil |
| ------------- | --------- | --------------- | --------- | --------------- |
| Grüne         | 23        | 29,1 %          | 13        | 16,6 %          |
| CSU           | 20        | 24,7 %          | 26        | 32,6 %          |
| SPD           | 18        | 22,0 %          | 25        | 30,8 %          |
| ÖDP           | 3         | 4,0 %           | 02        | 2,5 %           |
| FDP           | 3         | 3,5 %           | 03        | 3,4 %           |
| AfD           | 3         | 3,9 %           | 02        | 2,5 %           |
| Linke         | 3         | 3,3 %           | 02        | 2,4 %           |
| FW            | 2         | 2,5 %           | 02        | 2,7 %           |
| Volt          | 1         | 1,8 %           | 0-        | -               |
| Die Partei    | 1         | 1,3 %           | 0-        | -               |
| Rosa Liste    | 1         | 1,0 %           | 01        | 1,9 %           |
| München-Liste | 1         | 0,8 %           | 0-        | -               |
| BP            | 1         | 0,7 %           | 01        | 0,9 %           |
| BIA           | -         | 0,2 %           | 01        | 0,7 %           |
| HUT           | -         | -               | 01        | 1,3 %           |
| Piraten       | -         | -               | 01        | 1,2 %           |

### Fraktionen/Gruppierungen der Wahlperiode 2020
- Fraktionen:
  - Die Grünen – Rosa Liste
  - CSU mit Freie Wähler (seit Februar 2022, zuvor CSU)[3]
  - SPD / Volt
  - ÖDP / München-Liste (seit Juli 2021, zuvor ÖDP / FW)[4]
  - FDP Bayernpartei
  - Die Linke / Die PARTEI
- Gruppierung:
  - AfD

### Sitzverteilung seit 1946
| Stadtratswahl                       | 15. März 2020 | 16. März 2014 | 2. März 2008 | 3. März 2002 | 10. März 1996 | 12. Juni 1994 | 18. März 1990 | 18. März 1984 | 5. März 1978 | 11. Juni 1972 | 13. März 1966 | 27. März 1960 | 18. März 1956 | 30. März 1952 | 30. Mai 1948 | 26. Mai 1946 |
| ----------------------------------- | ------------- | ------------- | ------------ | ------------ | ------------- | ------------- | ------------- | ------------- | ------------ | ------------- | ------------- | ------------- | ------------- | ------------- | ------------ | ------------ |
| SPD                                 | 18            | 25            | 33           | 35           | 31            | 29            | 36            | 35            | 31           | 44            | 36            | 34            | 28            | 25            | 15           | 17           |
| CSU                                 | 20            | 26            | 23           | 30           | 32            | 30            | 25            | 35            | 42           | 29            | 16            | 16            | 16            | 13            | 10           | 20           |
| FDP                                 | 3             | 3             | 5            | 3            | 2             | 3             | 4             | 4             | 6            | 5             | 3             | 1             | 2             | 3             | 2            | –            |
| Grüne                               | 23            | 13            | 11           | 8            | 8             | 9             | 8             | 6             | –            | –             | –             | –             | –             | –             | –            | –            |
| ÖDP                                 | 3             | 2             | 1            | 1            | 1             | 1             | –             | –             | –            | –             | –             | –             | –             | –             | –            | –            |
| Rosa Liste                          | 1             | 1             | 1            | 1            | 1             | –             | –             | –             | –            | –             | –             | –             | –             | –             | –            | –            |
| Die Linke                           | 3             | 2             | 3            | 1            | –             | –             | –             | –             | –            | –             | –             | –             | –             | –             | –            | –            |
| BP                                  | 1             | 1             | 1            | –            | –             | –             | –             | –             | –            | –             | 1             | 3             | 4             | 7             | 13           | –            |
| FW                                  | 2             | 2             | 1            | –            | –             | –             | –             | –             | –            | –             | –             | –             | –             | –             | –            | –            |
| BIA                                 | –             | 1             | 1            | –            | –             | –             | –             | –             | –            | –             | –             | –             | –             | –             | –            | –            |
| AfD                                 | 3             | 2             | –            | –            | –             | –             | –             | –             | –            | –             | –             | –             | –             | –             | –            | –            |
| Volt                                | 1             | –             | –            | –            | –             | –             | –             | –             | –            | –             | –             | –             | –             | –             | –            | –            |
| München-Liste                       | 1             | –             | –            | –            | –             | –             | –             | –             | –            | –             | –             | –             | –             | –             | –            | –            |
| Die PARTEI                          | 1             | –             | –            | –            | –             | –             | –             | –             | –            | –             | –             | –             | –             | –             | –            | –            |
| Piraten                             | –             | 1             | –            | –            | –             | –             | –             | –             | –            | –             | –             | –             | –             | –             | –            | –            |
| HUT                                 | –             | 1             | –            | –            | –             | –             | –             | –             | –            | –             | –             | –             | –             | –             | –            | –            |
| Republikaner                        | –             | –             | –            | 1            | 1             | 4             | 6             | –             | –            | –             | –             | –             | –             | –             | –            | –            |
| DaGG/DaCG                           | –             | –             | –            | –            | 1             | 1             | 1             | –             | –            | –             | –             | –             | –             | –             | –            | –            |
| ASP                                 | –             | –             | –            | –            | 1             | 1             | –             | –             | –            | –             | –             | –             | –             | –             | –            | –            |
| BFB                                 | –             | –             | –            | –            | 2             | –             | –             | –             | –            | –             | –             | –             | –             | –             | –            | –            |
| Junge Liste                         | –             | –             | –            | –            | –             | 2             | –             | –             | –            | –             | –             | –             | –             | –             | –            | –            |
| SRB                                 | –             | –             | –            | –            | –             | –             | –             | –             | 1            | –             | –             | –             | –             | –             | –            | –            |
| Münchner Block                      | –             | –             | –            | –            | –             | –             | –             | –             | –            | 1             | 2             | 2             | 4             | 3             | –            | –            |
| SD72                                | –             | –             | –            | –            | –             | –             | –             | –             | –            | 1             | –             | –             | –             | –             | –            | –            |
| BHE                                 | –             | –             | –            | –            | –             | –             | –             | –             | –            | –             | 1             | 2             | 2             | 2             | –            | –            |
| NPD                                 | –             | –             | –            | –            | –             | –             | –             | –             | –            | –             | 1             | –             | –             | –             | –            | –            |
| Parteifreie Wählerschaft            | –             | –             | –            | –            | –             | –             | –             | –             | –            | –             | –             | 1             | 1             | 1             | –            | –            |
| Evangelische Wählergemeinschaft     | –             | –             | –            | –            | –             | –             | –             | –             | –            | –             | –             | 1             | –             | –             | –            | –            |
| KPD                                 | –             | –             | –            | –            | –             | –             | –             | –             | –            | –             | –             | –             | 2             | 4             | 6            | 2            |
| Flieger- und Kriegsgeschädigte      | –             | –             | –            | –            | –             | –             | –             | –             | –            | –             | –             | –             | 1             | –             | –            | –            |
| Sozialgemeinschaft der Entrechteten | –             | –             | –            | –            | –             | –             | –             | –             | –            | –             | –             | –             | –             | 1             | –            | –            |
| Königspartei                        | –             | –             | –            | –            | –             | –             | –             | –             | –            | –             | –             | –             | –             | 1             | –            | –            |
| WAV                                 | –             | –             | –            | –            | –             | –             | –             | –             | –            | –             | –             | –             | –             | –             | 3            | 1            |
| Parteilose Katholiken               | –             | –             | –            | –            | –             | –             | –             | –             | –            | –             | –             | –             | –             | –             | 1            | –            |
| Parteilose                          | –             | –             | –            | –            | –             | –             | –             | –             | –            | –             | –             | –             | –             | –             | –            | 1            |
| Sitze gesamt                        | 80            | 80            | 80           | 80           | 80            | 80            | 80            | 80            | 80           | 80            | 60            | 60            | 60            | 60            | 50           | 41           |
| Wahlbeteiligung in Prozent          |               | 42,0          | 47,6         | 51,0         | 52,8          | 59,2          | 65,4          | 65,0          | 66,2         | 65,3          | 63,9          | 66,6          | 60,5          | 62,6          | 79,5         | 85,0         |

Für die Gruppe Parteilose Katholiken gehörte ab 1948 der damals 34-jährige Rechtsanwalt Otto Gritschneder dem Stadtrat an. Er setzte sich einerseits für die Aufarbeitung der NS-Justizgeschichte ein, sprach sich aber auch gegen Schwangerschaftsabbruch und staatliche Scheidungen aus. Die Sozialgemeinschaft der Entrechteten wurde ab 1952 von dem Arzt Karl von Brentano-Hommeyer vertreten, der bereits Ende 1953 zur Bayernpartei wechselte. Den Sitz für die Parteifreie Wählerschaft hatte von 1952 bis 1966 über drei Legislaturperioden der Völkerrechtler Hans Keller inne. Der Münchner Block vertrat mittelständische Interessen und stellte über insgesamt 26 Jahre Stadträte. Er wurde 1952 erstmals ins Parlament gewählt und wies prominente Repräsentanten auf, unter anderem die Professorin Liesel Beckmann. Mit der Evangelischen Wählergemeinschaft stellte sich 1960 eine Gruppierung erfolgreich zur Wahl, die die Minderheit der Protestanten in der Landeshauptstadt vertreten sehen wollte. Ilse Herrmann wurde für eine Wahlperiode gewählt. Die Junge Liste versuchte bereits 1990 zu kandidieren, wurde aber als angebliche Tarnliste der CSU nicht zugelassen. Der damalige Bezirksvorsitzende der Jungen Union und JL-Spitzenkandidat Aribert Wolf klagte erfolgreich gegen diesen Entscheid und bewirkte eine Wahlwiederholung, bei der er und ein weiterer Kandidat 1994 in den Stadtrat einzogen.

## Gremien/Ausschüsse
Nachfolgend sind die Gremien bzw. Ausschüsse des Münchner Stadtrats in der Wahlperiode 2008 bis 2014 mit dem entsprechenden Kürzel und dem zuständigen Referat der Stadtverwaltung München gelistet:
- Ausschuss für Arbeit und Wirtschaft (WirtschA) Referat für Arbeit und Wirtschaft
- Ausschuss für Bildung und Sport (BildSportA) Referat für Bildung und Sport
- Ausschuss für Stadtplanung und Bauordnung (PlA) Referat für Stadtplanung und Bauordnung
- Bauausschuss (BauA) Baureferat
- Finanzausschuss (FinanzA) Stadtkämmerei
- Gesundheits- und Krankenhausausschuss (Ges.u.KHA) Referat für Gesundheit und Umwelt
- Gesundheitsausschuss (GesA) Referat für Gesundheit und Umwelt
- Kinder- und Jugendhilfeausschuss (KJHA) Sozialreferat
- Kommunalausschuss (KommunalA) Kommunalreferat
- Kreisverwaltungsausschuss (KVA) Kreisverwaltungsreferat
- Kulturausschuss (KulturA) Kulturreferat
- Rechnungsprüfungsausschuss (RPA) Revisionsamt
- Sozialausschuss (SozialA) Sozialreferat
- Sozialhilfeausschuss (SHA) Sozialreferat
- Stadtentwässerungsausschuss (StadtentwA) Baureferat
- Umweltschutzausschuss (UmweltA) Referat für Gesundheit und Umwelt
- Verwaltungs- und Personalausschuss (VPA) Direktorium
- Verwaltungs- und Personalausschuss als Feriensenat (VPAalsF) Direktorium
- Vollversammlung (VV) Direktorium
- Ältestenrat (ÄR) Direktorium

## Berufsmäßige Stadträte
Neben den ehrenamtlichen Stadträten sind berufsmäßige Stadträte als kommunale Wahlbeamte Leiter der Referate der Stadtverwaltung München und beraten den Stadtrat, ohne dort jedoch Stimmrecht zu haben.

## Koalition von 2020
Seit 2020 besteht im Münchner Rathaus eine grün-rote Koalition. Die Grünen bilden gemeinsam mit der Rosa Liste eine Fraktionsgemeinschaft; die SPD kooperiert mit der Partei Volt. Das Bündnis verfügt damit über 43 von 81 Stimmen im Stadtrat, zuzüglich der Stimme des Oberbürgermeisters Reiter.

## Bezirksausschüsse
Durch einen Volksentscheid von 1996 werden seither die 25 Münchner Bezirksausschüsse der Stadtbezirke Münchens, die „Stadtviertel-Parlamenten“ entsprechen, direkt gewählt. Die Bezirksausschüsse vermitteln zwischen der Stadtverwaltung, dem Stadtrat und den Bürgern. Dabei kommt ihnen eine Reihe von Rechten zu.
Gemäß Anlage 1 der Bezirksausschuss-Satzung (Nr. 20 des Münchner Stadtrechts) entscheiden die Bezirksausschüsse für ihren jeweiligen Stadtbezirk selbstständig unter anderem über untergeordnete Bau- und Straßenbauvorhaben von 0,5 bis 2,5 Mio. EUR, über Neuaufstellung von Straßenmärkten, über Schul- und Straßennamen (außer bei persönlichen Ehrungen) und Ähnliches. Per Dekret des Oberbürgermeisters wurden diese Befugnisse zuletzt 2010 erweitert (zum Beispiel auf Entscheidungen über die Gewährung von Zuschüssen bis 10.000 EUR, über Sperrstundenänderungen und über die Einrichtung von Taxiständen). Voraussetzung ist jeweils, dass die Maßnahmen nur innerhalb des Stadtbezirks Bedeutung haben. In den meisten anderen Fällen besteht nur eine Anhörungs- oder Informationspflicht der Stadt München gegenüber den Bezirksausschüssen.
Es bestehen folgende Bezirksausschüsse:
- BA 1 Altstadt-Lehel
- BA 2 Ludwigsvorstadt-Isarvorstadt
- BA 3 Maxvorstadt
- BA 4 Schwabing-West
- BA 5 Au-Haidhausen
- BA 6 Sendling
- BA 7 Sendling-Westpark
- BA 8 Schwanthalerhöhe
- BA 9 Neuhausen-Nymphenburg
- BA 10 Moosach
- BA 11 Milbertshofen-Am Hart
- BA 12 Schwabing-Freimann
- BA 13 Bogenhausen
- BA 14 Berg am Laim
- BA 15 Trudering-Riem
- BA 16 Ramersdorf-Perlach
- BA 17 Obergiesing-Fasangarten
- BA 18 Untergiesing-Harlaching
- BA 19 Thalkirchen-Obersendling-Forstenried-Fürstenried-Solln
- BA 20 Hadern
- BA 21 Pasing-Obermenzing
- BA 22 Aubing-Lochhausen-Langwied
- BA 23 Allach-Untermenzing
- BA 24 Feldmoching-Hasenbergl
- BA 25 Laim

## Frauen im Münchner Stadtrat
- 1919

In München ziehen nach dem Ersten Weltkrieg nach der ersten Stadtratswahl erstmals sechs Frauen in den Stadtrat ein: Auguste Halbmeier (USPD), Hedwig Kämpfer (USPD), Luise Kiesselbach (DDP), Elsa Schultes (BVP), Therese Loibl (BVP) und Thusnelda Lang-Brumann (BVP).
- 1985

Der Münchner Stadtrat beschließt gegen die Stimmen der CSU die Einrichtung einer Frauengleichstellungsstelle, der ersten kommunalen Gleichstellungsstelle in Bayern. Die Leitung übernimmt Friedel Schreyögg (SPD).
- 1990

Der Münchner Stadtrat wählt mit Sabine Csampai erstmals eine Münchner Bürgermeisterin.
- 2004

Fünf der zwölf berufsmäßigen Münchner Stadträte sind Frauen, diese ist ein historischer Höchststand. Rosemarie Hingerl wird die erste Chefin des Baureferats.
- 2022

Mit der Wahl von Jeanne Marie Ehbauer und Laura Dornheim wird erstmals die Mehrheit der städtischen Referate von Frauen geführt. Neun von fünfzehn berufsmäßigen Stadträten sind Frauen.

## Entschädigung für ehrenamtliche Stadträte
Die ehrenamtlichen Stadträte erhalten eine monatliche Entschädigung von 2.981,00 Euro. Die Vorsitzenden der Stadtratsfraktionen erhalten eine Entschädigung von 5.881,00 Euro und die stellvertretenden Vorsitzenden erhalten 4.429,00 Euro.